# Agnes Neuhaus
Agnès Neuhaus, née le 24 mars 1854 à Dortmund et morte le 20 novembre 1944 à Soest, est une femme politique allemande, membre du parti Zentrum. Catholique convaincue, elle est engagée dans la protection sociale et plus particulièrement l'aide aux femmes dès 1899. Elle est la fondatrice du Verein vom Guten Hirten (Association du Bon Pasteur), qui devient en 1968 le Service social des femmes catholiques (de). Elle est députée de l'Assemblée nationale de Weimar en 1919-1920 et au Reichstag de 1920 à 1930.

## Biographie

### Jeunesse et formation
Franziska Carolina Catharina Maria Agnes Morsbach est née le 24 mars 1854 à Dortmund. Ses parents sont très impliqués dans la vie politique et sociale locale. Son père, Franz Morsbach est conseiller médical privé. Il est président de plusieurs associations médicales locales et membre du conseil municipal pendant de nombreuses années. Florentine Riesberg, sa mère, professeure de français, est engagée dans plusieurs associations de femmes.
Agnès Morsbach fréquente l'école primaire et le lycée de Dortmund et, de 1866 à 1869, le pensionnat des Ursulines de Haselünne, après quoi elle fréquente un pensionnat à Carignan en France. De 1877 à 1878, elle étudie la musique à Berlin. Cependant, elle interrompt ses études pour épouser l'assesseur du tribunal Adolf Neuhaus en 1878. Le couple a trois enfants. Son mari décède en 1905,,.

### L'engagement social
À partir de 1899, Agnes Neuhaus s'implique dans l'aide sociale. Elle participe à la première assemblée de l'assistance publique aux pauvres à Dortmund, créée spécifiquement pour les femmes, à la suite de laquelle elle est amenée à s'occuper de femmes en difficulté et découvre, dans le service de syphilis de l'hôpital Saint-Louis, les ravages de cette maladie sur des jeunes filles prostituées.
Le 19 juin 1900, elle fonde l'Association du Bon Pasteur (Verein vom Guten Hirten), dans le but de venir en aide aux prostituées en leur fournissant un hébergement et des ressources. L'Association  travaille en coopération avec la police, qui lui confie les prostituées mineures,,
Le 8 décembre de la même année, elle fonde, avec Marie Le Hanne (de), des Associations du Bon Pasteur à Cologne et à Aix la Chapelle. En 1903, l'association fonde sa première maison, la Vincenzheim à Dortmund, dans laquelle les femmes peuvent trouver refuge. Outre d'anciennes prostituées, des mères célibataires et des femmes enceintes y sont également accueillies.
En 1919, l'association compte 112 groupes locaux et 40 refuges pour femmes et jeunes filles.
En raison de sa profonde religiosité, Agnes Neuhaus considère son engagement comme un service chrétien visant à ramener les « filles déchues » dans le « sein de Dieu ». Plus tard, l'Association pour le Bon Pasteur est renommée Katholischen Fürsorgeverein für Mädchen, Frauen und Kinder (Association catholique d'assistance aux jeunes filles, aux femmes et aux enfants), et, en 1968, devient le Service social des femmes catholiques (de).
Agnes Neuhaus siège au conseil d'administration de l'Association des femmes catholiques allemandes, de sa création en 1903 jusqu'en 1925 avec Jeanne Trimborn et Marita Loersch,.
En 1917, elle fonde une école sociale distincte pour la formation d'ouvriers qualifiés (l'école Anna Zillken de Dortmund).

### Autres mandats associatifs
Agnès Neuhaus dirige également, jusqu'en 1944, l'Association centrale des associations catholiques d'assistance sociale (Zentralverband der katholischen Fürsorgevereine). En outre, elle est membre du comité central de la Caritas allemande et de la commission du Reich pour la Journée générale de l'éducation sociale (Reichskommission des Allgemeinen Fürsorge-Erziehungstags).

### Engagement politique
Elle est membre du conseil d'administration de la section de  Westphalie de Zentrum à partir de 1919 et membre du conseil d'administration du parti au niveau national à partir de 1925.
Agnes Neuhaus devient députée de l'Assemblée nationale de Weimar pour la circonscription d'Arnsberg en 1919-1920. De 1920 à 1930, elle représente la circonscription Westphalie-Sud au Reichstag en tant que membre du parti Zentrum. Elle influence particulièrement la Loi sur la protection de la jeunesse (de) de 1924, dont l'article 6 met l'accent sur l'égalité de statut de la protection sociale publique et privée. Agnes Neuhaus accorde en effet une grande importance à l'aide confessionnelle à la jeunesse, qu'elle estime plus efficace que l'aide sociale publique. L'État ne devrait à son avis exercer qu'un contrôle. Grâce à cette loi, plus de 2 000 offices publics de protection de la jeunesse ont été créés dans toute l'Allemagne ; l'association de protection sociale s'est également considérablement développée,,,.

### Les années du nazisme et l'après-guerre
Durant la période nazie, l'association est contrainte de réduire ses activités. Agnes Neuhaus est évacuée en 1944 de Dortmund à Cappenberg près de Lünen, puis à Soest.
Après la Seconde Guerre mondiale, bon nombre des idées fondamentales de la politique sociale pour laquelle Agnes Neuhaus s'est battue, sont incorporées dans la loi fédérale sur la protection sociale adoptée en 1961, notamment le principe de subsidiarité,.
Agnes Neuhaus décède le 20 novembre 1944 à Soest. Elle est enterrée dans le Ostfriedhof de Dortmund

## Distinctions
- En 1910, Agnes Neuhaus est décorée de la Croix féminine du mérite (de)[7] ;
- Elle est décorée de l'ordre Pro Ecclesia et Pontifice [3] ;
- Des écoles portent le nom d'Agnes Neuhaus à Wiesbaden [11], Paderborn[12] et Gießen[13] et des centres d'accueil ou d'hébergement à Bamberg[14], Dortmund [15]et Hanovre[16] ;
- Des rues portent son nom à Dortmund, Munich[9], Recklinghausen [17]et Graben-Neudorf ;
- Le Service social catholique des femmes rend aujourd'hui hommage à ses employées en leur décernant la médaille Agnès Neuhaus ;
- Le café Agnes Neuhaus à Berlin-Niederschönhausen doit son nom à Agnes Neuhaus (il devient par la suite Das Agnes)[18] ;
- En 2008, le Service social des femmes catholiques crée la Fondation Agnes Neuhaus pour le soutien au financement des groupes locaux. Elle décerne depuis 2011 un prix destiné à soutenir des projets de service social exemplaires et pionniers[19],[20].

## Publications
- (de) Aus der Geschichte des Kath. Fürsorgevereins für Mädchen, Frauen und Kinder, Dortmund, 1925.
- (de) « Politische Frauentätigkeit », Die Christliche Frau,‎ 1929, p. 67-68.